# Aphrodite (musicien)
Pour les articles homonymes, voir Aphrodite (homonymie).
Aphrodite, de son vrai nom Gavin King (né le 28 novembre 1968), aussi connu sous les pseudonymes A Zone et DJ Aphrodite, est un musicien et producteur britannique de drum and bass.

## Histoire
Également connu sous le nom de A Zone ou DJ Aphro, il contribue et influencé les styles et techniques du genre. Il est né à Aberystwyth, au pays de Galles, et déménage à Londres avec sa famille alors qu'il est tout petit. Il étudie l'informatique. Il est un des anciens membres du groupe de breakbeat hardcore Urban Shakedown (avec Claudio Giussani), qui obtient un succès dans le top 40 britannique avec Some Justice. Le duo apparait dans un article du magazine Amiga Format après avoir utilisé deux ordinateurs Amiga 500 pour aider à créer le morceau.
DJ Aphrodite est à l'origine d'Aphrodite Recordings, qui s'inspire d'un club qu'il dirigeait en 1988 et qui s'appelait Aphrodite. Son premier album, éponyme, sort en 1999 sous le label V2 Records, suivi de Aftershock, qui sort le 24 juin 2002 sous le label V2 Recordings. 

## Discographie partielle

### Albums studio
- 1997 : Aphrodite - Recordings (Yellow cover)
- 1999 : Aphrodite
- 2002 : Aftershock
- 2007 : Break in Reality

### CD mixes
- 1999 : Urban Jungle
- 2003 : Aph44
- 2003 : Urban Junglist
- 2005 : Urbanthology Volume 1
- 2005 : Overdrive

### Singles et EP
- 1996 : Bad Ass (avec Micky Finn)
- 1997 : Style from the Darkside
- 1999 : BM Funkster (R-U : no 139)
- 2002 : All Over Me (feat. Barrington Levy) (R-U : no 76[7])
- 2002 : See Thru It (feat. Wildflower) (R-U : no 68[8])
- 2003 : Bad Ass (avec Micky Finn)
- 2003 : Rinsing Quince
- 2003 : Let the Rhythm Flow / Stalker
- 2003 : Cool Flight
- 2003 : Music's Hypnotizing / King of the Beats
- 2003 : Mash Up Ya Know
- 2003 : Def Jammer
- 2003 : Cocaine / Calling the People
- 2004 : Fanfare / Karma Sutra